# L'ultimo volo all'inferno
L'ultimo volo all'inferno è un film del 1990, diretto da Ignazio Dolce.